# 近畿大学産業理工学部
近畿大学 産業理工学部（きんきだいがく さんぎょうりこうがくぶ、英称：KINDAI UNIVERSITY FACULTY OF HUMANITY- ORIENTED SCIENCE AND ENGINEERING）は、近畿大学に設置されている学部の一つである。また同大学大学院に近畿大学大学院 産業理工学研究科（きんきだいがくだいがくいん　さんぎょうりこうがくけんきゅうか、Graduate School of Humanity-Oriented Science and Engineering）が設置されている。
産業理工学部は文系1学科、理系4学科を持つ文理融合の学部として文理協同の新しい発想を持った教養のある社会人の育成をめざしている。学びのキーワードは「食品」「エネルギー」「環境」「情報」「マネジメント」。文系・理系を問わず、分野を横断した実践的な学びができる学部である。

## 基礎データ
- 産業理工学部キャンパス（〒820-8555 福岡県飯塚市柏の森11番6号）通称：福岡キャンパス
- 学生数：1585人 [男]1,323人 [女]262人
- 教員数：62人
  - ※平成28年現在

## 沿革
- 1966年 福岡県飯塚市にキャンパスを開設、第二工学部を設置（工業化学科・電気工学科・建築学科）
- 1967年 2号館竣工
- 1968年 高電圧実験室竣工
- 1970年 体育館竣工
- 1971年 クラブハウス竣工
- 1975年 学生食堂竣工
- 1977年 建築構造実験室竣工
- 1985年 第二工学部を九州工学部へ改名
- 1987年 産業デザイン学科、経営工学科増設。3号館竣工、第2クラブハウス竣工、図書館・電算機棟竣工
- 1992年 大学院産業技術研究科修士課程（物質工学専攻、電子情報工学専攻）設置
- 1994年 大学院産業技術研究科博士課程（物質工学専攻、電子情報工学専攻）、大学院産業技術研究科・修士課程（造形学専攻、経営工学専攻）設置、バウヒュッテ竣工
- 1996年 産業技術研究科博士課程（造形学専攻、経営工学専攻）設置
- 1998年 5号館竣工
- 1999年 電気工学科を電気情報工学科に名称変更
- 2000年 工業化学科を生物環境化学科に、経営工学科を経営情報学科に名称変更
- 2004年 九州工学部を産業理工学部に改組、学科を生物環境化学科、電気通信工学科、建築・デザイン学科、情報学科、経営コミュニケーション学科に再編。
- 2007年 分子工学研究所（JSR機能材料リサーチセンター）竣工、附属福岡高校が九州工学部キャンパスに移転
- 2008年 学生食堂新設、経営コミュニケーション学科を経営ビジネス学科に名称変更
- 2009年 硬式野球部創部、硬式野球部トレーニングセンター竣工
- 2009年 技術者育成プログラム
- 2013年 産業理工学研究科修士課程（産業理工学専攻）設置
- 2015年 産業理工学研究科博士課程（産業理工学専攻）設置
- 2016年 電気通信工学科を電気電子工学科に名称変更、産業理工学部創立50周年

## 設置学科
- 生物環境化学科
  - バイオサイエンスコース
  - 食品生物資源コース
  - エネルギー・環境コース
- 電気電子工学科
  - 応用エレクトロニクスコース
  - エネルギー・環境コース
  - 情報通信コース
- 建築・デザイン学科
  - 建築工学コース（JABEEプログラムコース）
  - 建築デザインコース
- 情報学科
  - 情報エンジニアリングコース
  - メディア情報コース
  - データサイエンスコース
- 経営ビジネス学科
  - 経営マネジメントコース
  - グローバル経営コース

## 設置研究科（大学院）
- 産業理工学研究科
  - 産業理工学専攻
    - 生物環境化学コース
    - 電子情報工学コース
    - 社会環境科学コース（主な研究領域は建築学と経営学）

## 研究
- 産業理工学部では、放射性セシウムを高効率で吸着するコンクリートブロックの開発に成功。近畿大学が全学を挙げて東日本大震災で被災した町を支援する"オール近大川俣町復興支援プロジェクト"への応用が計画されている。また、NHK放送技術研究所との連携により、月明かり程度で鮮明な映像を得られる超高感度イメージセンサや、三井住友FGとの金融とITを融合する「フィンテック」分野の産学連携の共同研究も進んでいる。

## 学生生活
- 毎年秋に「柏の森祭」（かやのもりさい）と呼ばれる大学祭が開催される。
- 全国各地から学生が集まってくるため、大学周辺には学生寮やアパート等の物件が充実している。
- 福岡県北部に住む学生においては福岡市と北九州市との中間に大学が位置するため通学してくる学生が多い。

### 福利厚生
- 売店・丸善CS 近畿大学産業理工学部店
  - 書籍、文具、食品等が売られている。
- 食堂
  - 値段が低価格に設定されている。
- ATM
  - ゆうちょ銀行熊本支店近畿大学産業理工学部キャンパス内出張所（18時までの営業）

### 学習
- 台湾語学研修
- 国際交流カフェ
- 昼休み英会話教室

## 対外関係

### 海外協定大学
- 国別
  - アイルランド
    - ダブリンシティ大学

  - イギリス
    - エジンノバラ芸術大学
    - ノッティンガム大学
    - サセックス大学
    - ウィンチェスター大学

  - ドイツ
    - ルードヴィヒ・マケシミーリアーン大学 ミュンヘン
    - ロストック大学

  - イタリア
    - ローマ大学

  - タイ王国
    - チュラロンコン大学
    - チェンマイ大学
    - ラジャマンガラ工科大学 農学部
    - タマサート大学 建築計画学部
    - 泰日工業大学

  - ベトナム
    - タイグエン大学

  - 中華人民共和国
    - 上海財経大学 法学院
    - 上海海事大学
    - 西安理工大学
    - 南京林業大学
    - 中国薬科大学
    - 潘陽薬科大学
    - 大連理工大学
    - 北京大学

  - 台湾
    - 虎尾科技大学
    - 台湾大学 大学院 文学院 語文中心
    - 国立 台湾海洋大学

  - 大韓民国
    - 慶熙大学校
    - 湖南大学校工科大学
    - 全南大学校

  - マレーシア
    - サバ大学

  - オーストラリア
    - ウェスタン・シドニー大学
    - ポンド大学
    - サザンクロス大学 リザンモア校

  - ニュージーランド
    - ワイカト大学

  - カナダ
    - カンガリー大学

  - アメリカ合衆国
    - カリフォルニア大学
    - イリノイ大学 アーバナ・シャンペイ校
    - ウエストバージニア大学

### 短期語学研修
- 夏期や春期を利用した約3週間〜4週間の短期海外留学制度。海外協定大学で行われる講義やディスカッションへの参加を通じて、実践的な語学力を習得する。

## 部活動・サークル
- 体育会
  - 公認団体
    - 硬式野球部
    - 弓道部
    - 剣道部
    - 柔道部
    - 準硬式野球部
    - バドミントン部
    - ラグビー部
    - 男子バスケットボール部
    - 硬式テニス部
    - 陸上競技部
    - サッカー部
    - アイスホッケー部
    - バレーボール部
    - ダンス同好会
    - フットサル同好会
    - 卓球同好会
    - ハンドボール愛好会
    - ソフトテニス愛好会
    - 女子バレーボール愛好会
    - 女子バスケットボール愛好会
    - 格闘技愛好会
    - スケートボード愛好会
- 学術文化会
  - 公認団体
    - 生物環境化学研究会
    - 吹奏楽部
    - 陶器研究会
    - 美術部
    - 軽音楽部
    - 写真部
    - H.A.C研究会
    - 家庭科クラブ
    - ロボット工学部
    - 情報リテラシー愛好会
    - 経営ビジネス学研究会
    - ヨガ愛好会
- ボランティア
  - 公認ボランティア
    - さんりこ楽団同好会
    - 防犯ボランティア
    - 環境ボランティア

## 施設
- 体育館
- トレーニングセンター
- バウヒュッテ（ベーカリーショップ）
- 学生食堂
- クラブハウス
- 建築構造実験棟
- ロボット工作工房
- 図書館
- 電算機センター
- 近畿大学分子工学研究所JSR機能材料リサーチセンター

## キャンパス情報
- 場所：〒820-8555 福岡県飯塚市柏の森11-6
- 使用学部：産業理工学部
- 使用研究科：大学院産業理工学研究科（旧・産業技術研究科）
- 最寄り駅：JR九州筑豊本線新飯塚駅
- 最寄りバス停：西鉄バス近畿大学前

### アクセス
- JR
  - JR博多駅からJR新飯塚駅まで39分
  - JR折尾駅からJR新飯塚駅まで36分
  - JR小倉駅からJR新飯塚駅まで60分
- 西鉄バス
  - 新飯塚駅から近畿大学前まで11分

## 周辺環境
- 旧伊藤伝右衛門邸
- 嘉穂劇場
- 飯塚コスモコモン
- 飯塚アイスパレス
- ケンタッキーフライドチキン 飯塚かやの森店
- 千鳥屋本家本店
- GU 飯塚店
- 麻生塾ボウル
- モスバーガー 飯塚かやの森店
- 無印良品 かやの森店
- CoCo壱番屋 飯塚柏の森店
- 浜勝 飯塚柏の森店
- ジョイフル 飯塚店
- ハローデイ 柏の森店
- ドラッグコスモス 近大前店
- リンガーハット 飯塚近大前店
- ファッションセンターしまむら 飯塚店
- サーティワンアイスクリーム 飯塚かやの森店
- セブンイレブン 飯塚近畿大前店
- ローソン 飯塚有井店
- デイリーヤマザキ 飯塚庄内店
- ナフコ 庄内店
- グッデイ 庄内店

## 入試・転学
- 募集人数 420人（平成29年度より）
  - 生物環境化学科 募集人数75人
  - 電気電子工学科 募集人数65人
  - 建築・デザイン学科 募集人数90人
  - 情報学科 募集人数70人
  - 経営ビジネス学科募集人数120人
    - 定員は平成28年度の360人から平成29年度は420人へと増加した。
- 「近大ブランド」が九州でも認知されるようになり、近年急速に偏差値が上昇している。
- また志願者数増加＆私大定員厳格化の影響により、近年急速に入試倍率も上昇している。
- 転学
  - 産業理工学部から本部の理工学部へ転学を希望する場合は所属学部の学生支援課で試験要項・願書を受け取ることができる。

## 学費
- 入学金
  - 入学時のみ
    - 250,000円
- 授業料（理系学科）
  - 1年次
    - 1,244,000円

  - 2年次
    - 1,274,000円

  - 3年次
    - 1,304,000円

  - 4年次
    - 1,334,000円
- 入学手続時納入金
  - 88,6500円
- 年間納入金
  - 1年次
    - 1,518,500円

  - 2年次
    - 1,298,500円

  - 3年次
    - 1,328,500円

  - 4年次
    - 1,358,500円
- 授業料（文系学科）
  - 1年次
    - 869,000円

  - 2年次
    - 899,000円

  - 3年次
    - 929,000円

  - 4年次
    - 959,000円
- 入学手続時納入金
  - 66,9000円
- 課外活動育成費
  - 毎年次
    - 2,0000円
- 学生健保共済会費
  - 毎年次
    - 4,5000円
- ※2016年現在

## 奨学金

### 学業特待生制度
- 学業特待生A - 20名
  - 4年間の授業料を全額免除
- 学業特待生B - 50名
  - 4年間の授業料を半額免除

### 学業成績優秀者奨学金制度
在学中の学業成績（前年度1年間）優秀者に対して年額30万円の奨学金を給付。

### 資格取得奨学金制度
近畿大学産業理工学部が指定する資格を在学中に取得した場合、奨学金を給付。

## 就職・進学
産業理工学部では国内・国外でのインターンシップをはじめ、多種の就職サポートを行っている。求人情報は大学本部（東大阪市）とデータを共有し、平成30年度の求人社数は13,504社だった。求人倍率は40倍になり、九州でもトップクラスの就職実績（卒業者に対する就職率＝97.1%『平成30年度』）※就職者331人÷（全卒業生361人－大学院進学者数20人）を実現した。また就職者の７割は上場企業、優良企業、公務員に決定しており、産業理工学部は近畿大学内においても高い就職率を誇る「就職に強い学部」となっている。

### 就職
- 学部就職
  - 令和3年度から令和5年度までの過去3年間の主な就職実績
    - 生物環境化学科 沢井製薬/久光製薬/住友化学/大鵬薬品工業/太平洋セメント/フジパングループ本社/コカ・コーラボトラーズジャパン/TOYOTIRES/新日本製薬/中京医薬品/富田薬品/中北薬品/日清医療食品/日立パワーソリューションズ/パナソニック環境エンジニアリング
    - 電気電子工学科 関電工/九電工/きんでん/中電工/四電工/住友電設/大和ハウス工業/日本電設工業/セイコーエプソン/太平洋セメント/TDK/日本精工/バッファロー/三井ハイテック/関西電力/九州電力/中部電力/東京電力ホールディングス/NTTドコモ/ドコモCS/九州旅客鉄道/東海旅客鉄道/西日本高速道路/西日本旅客鉄道
    - 建築・デザイン学科 一条工務店/大林組/オープンハウス/大本組/九電工/熊谷組/住友林業/生和コーポレーション/積水ハウス/大気社/大成設備/大和ハウス工業/高砂熱学工業/タマホーム/東急建設/戸田建設/西松建設/日本ファシリオ/前田建設工業/松尾建設/ヤマダホームズ/ゼンリン/広島ガス
    - 情報学科 インターネットイニシアティブ/インテック/オプティム/カプコン/キヤノンITソリューションズ/コムチュア/TDCソフト/テレビ朝日メディアプレックス/西日本電信電話/日立社会情報サービス/富士ソフト/三井情報/ニコン/富士通ゼネラル/三菱電機/アドウェイズ/SBテクノロジー/サイバーエージェント/メンバーズ/楽天グループ/大塚商会/横浜銀行
    - 経営ビジネス学科 かんぽ生命保険/第一生命保険/日本生命保険/USEN-NEXT HOLDINGS/アイリスオーヤマ/TOTO/パナソニックコネクト/三菱製紙/Meiji Seikaファルマ/上新電機/ゼンショーホールディングス/日本食研ホールディングス/大和ハウス工業/日本道路/西日本電信電話/富士通エフサス/オープンハウス/日本マクドナルド/飯塚市役所/大分県警/大分市役所/大牟田市消防本部/東京消防庁/防衛省海上自衛隊/宗像市役所

### 進学
- 大学院進学
  - 令和3年度から令和5年度までの過去3年間の主な大学院進学実績
    - 九州大学 大学院
    - 九州工業大学 大学院
    - 熊本大学 大学院
    - 長崎大学大学院
    - 鹿児島大学 大学院
    - 岡山大学 大学院
    - 横浜国立大学 大学院
    - 法政大学 大学院
    - 近畿大学 大学院

## 大学関係者
- 槇塚忠穂

## 主な出身者
- 青木茂（建築家、首都大学東京戦略研究センター教授、建築学科卒）
- 杉元賢治（アインシュタイン研究、近畿大学教職教育部元教授、電気工学科卒）
- 秋本英樹（株式会社リンガーハット専務取締役）
- 江藤秀之（福岡県議会議員、建築学科卒）